# 朝日高等歯科衛生専門学校
朝日高等歯科衛生専門学校（あさひこうとうしかえいせいせんもんがっこう）は、岡山県岡山市北区にあった私立の専修学校で歯科衛生士養成校である。設置者は学校法人朝日医療学園。2016年4月に朝日医療学園設置校である「朝日医療専門学校 岡山校」「朝日リハビリテーション専門学校」との合併により、朝日医療大学校が開校し、当校歯科衛生学科として継承された。

## 概要
沿革
- 1967年 - 学校法人岡山城北学園（現在の学校法人ベル学園）によって岡山高等歯科衛生学院として開学。
- 1978年 - 岡山県岡山歯科衛生専門学校と改称。
- 1998年 - 学校法人進研学園の所管となりベル歯科衛生専門学校と改称。2010年修業年限を3年に変更。
- 2012年 - 朝日高等歯科衛生専門学校と改称。
- 2013年 - 学校法人朝日医療学園の所管となる。
- 2016年
  - 3月31日 - 「朝日リハビリテーション専門学校」とともに閉校[1]
  - 4月 - 「朝日医療専門学校 岡山校」「朝日リハビリテーション専門学校」との合併により、朝日医療大学校が開校。当校歯科衛生学科に継承。所在地も岡山市北区奉還町二丁目7番1号に移転。

特徴
- 歯科衛生士課程3年制（2010年〜）を有する専門学校であり、教育を担当する教員の多くは、岡山大学大学院医歯薬学総合研究科（岡山大学歯学部）の教員や、歯科医院の開業歯科医師で、専門教科以外にはそれぞれ専門の先生が担当する。
- 臨床実習では、一般歯科医院ならびに岡山大学病院などでの実習を行う。
- 卒業生の多くは、一般歯科医院に就職するが、その他に海外での勤務・学修を修め海外で歯科衛生士として就業する者、大学院（修士課程、博士課程）に進学し、専門分野の研究者になる者など様々である。
- 毎年数人の社会人経験者が入学している。

## 設置学科
- 歯科衛生学科（定員50名：昼間部女子のみ）

## 所在地
- 〒700-0012 岡山県岡山市北区いずみ町3番9号[2]

## 最寄駅・アクセス
- JR山陽本線:岡山駅より徒歩約15分

## 卒業の特典
- 歯科衛生士（国家試験）の受験資格
- 専門士の称号授与（歯科医療専門課程）

## 関連学校
- 朝日医療専門学校 広島校
- 朝日医療専門学校 福山校